# شرق الجامع الأموي: الماسونية الدمشقية
شرق الجامع الأموي: الماسونية الدمشقية كتاب للمؤرخ السوري سامي مروان مبيّض، صدر عن دار رياض نجيب الريّس في بيروت سنة 2016  وتم ترجتمه إلى اللغة الإنكليزية في الولايات المتحدة عام 2018. وهو ثاني تعاون بين الكاتب والناشر، بعد كتاب تاريخ دمشق المنسي الصادر في لبنان سنة 2015.

## محتوى الكتاب
يسرد المؤلف تاريخ المحافل الماسونية في مدينة دمشق منذ أن تأسست على يد رجل دين أميركي في 7 نيسان 1868 وحتى حظرها بأمر من رئيس الدولة أمين الحافظ في 11 آب 1965. ويقول الكاتب أن قرار المنع جاء بعد أشهر قليلة من إعدام الجاسوس الإسرائيلي إيلي كوهين في دمشق، الذي قيل أنه كان صديقاً لأمين الحافظ، وذلك لنفي هذه التهمة عن رئيس الدولة السورية في حينها.
يعتمد الكتاب على أرشيف محفل نيويورك الماسوني وفيه تفاصيل عن انتماء عدد كبير من الشخصيات السورية إلى محافل عالمية، منها الأمير سعيد الجزائري أول حاكم لمدينة دمشق بعد خروج العثمانيين، والزعيم الوطني عبد الرحمن الشهبندر ورضا سعيد الرئيس المؤسس لجامعة دمشق. ويضيف الكاتب أن جدّه عبد الرحمن باشا اليوسف، أمير الحج الدمشقي، كان ماسونياً وكذلك عدداً من رؤساء الحكومات السورية، مثل أحمد نامي وحقي العظم فارس الخوري وجميل مردم بك ولطفي الحفار وعطا الأيوبي وسعيد الغزي وجميل الأُلشي. إضافة يبرهن المؤلف بالوثائق أن رئيس الدولة فوزي سلو كان ماسونياً أيضاً وكذلك العقيد أديب الشيشكلي، مهندس الانقلاب الثالث في سورية. وفي الكتاب صور لمعظم هؤلاء السياسيين في لباسهم الماسوني، ومعهم بدر الدين الشلاح، رئيس غرفة تجارة دمشق في ثمانينات وتسعينيات القرن العشرين.
وقد وجهت للماسونية إتهامات عدة، داخل سورية وخارجها، مما جعل الماسون الدمشقيون يبتعدون عنها تباعاً بعد احتلال فلسطين سنة 1948، ومن تلك الإتهامات العمالة لصالح إسرائيل والسعي للهيمنة على السياسة الدولية عبر فرض «حكومة عالمية في الظلّ.» يسأل مبيّض في الصفحات الأخيرة من الكتاب: «الماسون الدمشقيون تركوا الباب مفتوحاً أمام كل هذه الاتهامات، وبقي السؤال: هل كانت الماسونية حقاً حصان طروادة للصهيونية العالمية؟ وهل كان ماسون دمشق يسعون حقاً إلى ان يحكموا العالم، على الرغم من انهم لم يفلحوا حتى في حكم مدينتهم طويلاً؟ هل كانت الماسونية شراً في دمشق أم تنظيماً أهلياً حمل اوزار سنوات من القهر والفشل والأحلام الضائعة؟ هل كان الماسون الدمشقيون رجالاً أفاضل يسعون إلى تطوير مجتمعهم، ام ان الماسونية استخدمتهم لتحسين صورتهم في المشرق العربي؟»

## نقد الكتاب
كتبت اسماعيل مروة في جريدة الوطن السورية عن الكتاب قائلاً: «وجدته يطرح تساؤلات، ولا يتظاهر بامتلاك اليقين والجواب، ما عزز في نفسي أنها ثقافة البحث العلمي، وفي كتابه يبدأ سامي مبيّض متسائلاً وينتهي متسائلاً ليحترم عقل قارئه، ويترك له حرية النقاش، والأجدى أنه يحفز القارئ على طرح مزيد من الأسئلة. أسئلة كثيرة يطرحها الباحث المقتدر سامي مبيّض، ويقدم قراءة تاريخية وتحليلية لقرابة قرن من زمن الماسونية الدمشقية، ويترك الإجابة من دون أن يعطي حكماً أخلاقياً أو حكم قيمة.» 
وجاء في جريدة النهار اللبنانية: «كشف سامي مروان مبيّض الكثير من الأسرار والأسماء لشخصيات لها وزنها السياسي والاجتماعي في المجتمع السوري، وللوهلة الأولى يُصاب القارئ بمفاجأة من العيار الثقيل عندما تبدأ الأسماء المنظّمة لتلك المحافل بالورود تباعاً في الكتاب.» 

## انظر ايضاً
- تاريخ دمشق المنسي
- الماسونية في سوريا